# نظام التوصيل الكهربائي للقلب
نظام التوصيل الكهربائي للقلب (بالإنجليزية: Electrical conduction system of the heart)‏ وهو ينقل الدفعات الكهربائية عبر عضل القلب؛ وتنبّه هذه الدفعات العضل القلبي وتدفع الدم في الشرايين لتوصله إلى جميع أنحاء الجسم. يتكون نظام التوصيل الكهربائي للقلب من خلايا عضلة القلب، وموقعها في عضلة القلب. ثمة هيكل من النسيج الليفي يحيط بنظام التوصيل الكهربائي، يمكن رؤيته من خلال تخطيط كهربائية القلب. يمكن أن يتسبب أي اختلال في نظام التوصيل الكهربائي في اضطراب النظم القلبي السريع أو البطيء.

## التركيب
تنشأ الإشارات الكهربية من العقدة الجيبية الأذينية (وموقعها في الأذين الأيمن) لتحفيز الأذينين للانقباض. ستنتقل الإشارات إلى العقدة الأذينية البطينية، وموقعها في الحاجز بين الأذينين. بعد أن تتعطل الإشارة قليلًا، تفترق الإشارة الكهربية وتُنقل عبر حزمتي هس اليمنى واليسرى، وإلى شغاف القلب عند قمته، ثم في النهاية إلى التامور المغلف للبطينين، مسببًا انقباضهما. تُولد تلك الإشارات بانتظام، وتسفر بالتالي عن انقباض عضلة القلب وارتخائها بصورة منتظمة متناسقة.
على المستوى المجهري، تنتقل موجة إزالة الاستقطاب إلى الخلايا المجاورة عبر فجوات المواصل الموجودة على الأقراص المقحمة. يُمثل القلب مخلى وظيفي (وليس مخلى حقيقي تلتحم فيه الخلايا معًا، وتتشارك نفس الأغشية الخلوية كما نرى في العضلات الهيكلية). تنتقل الإشارات الكهربية في المخلى الوظيفي بصورة حرة بين الخلايا في جميع الاتجاهات، وبالتالي تعمل وظائف العضلة القلبية كوحدة انقباضية واحدة. تسمح تلك الخصيصة بإزالة الاستقطاب بسرعة وتضمن تزامنها في عضلة القلب. يستفيد القلب من هذه الخصيصة في الظروف الطبيعية، ولكنها قد تصبح كارثية، إذا سمحت بانتقال الإشارات الكهربية في اتجاهات خاطئة. قد تُغلق فجوات المواصل لعزل النسيج التالف أو الميت، كما يحدث في احتشاء عضلة القلب (النوبة القلبية).

### النمو
توضح الأدلة الجنينية عن توليد نظام التوصيل الكهربائي في القلب الأدوار المحددة للمجموعة المتخصصة من الخلايا. يبدأ تعصيب القلب بأعصاب مركزها جهاز عصبي لاودي كوليني من الرتبة الأولى. ثم تتُبع تلك الأعصاب بنمو سريع للرتبة الثانية من الجهاز العصبي الودي الأدريني الناشئ من تكوين الكتلة العصبية الشوكية الصدرية. يُشتق التأثير الكهربي على القلب من الرتبة الثالثة من العصب المبهم، مثله مثل الأعضاء الطرفية الأخرى.

## الوظيفة

### توليد جهد الفعل القلبي
تتشابه عضلة القلب مع العصبونات والعضلات الهيكلية، بالإضافة لبعض الخصائص الفريدة المهمة. توجد الخلايا القلبية، مثل العصبونات، بجهد غشائي سلبي عند الراحة. يؤدي التحفيز بقيمة تفوق الحد الأدنى للإثارة إلى فتح قنوات الأيونات جهدية البوابة وتدفق الكاتيونات إلى الخلية. تسبب الأيونات موجبة الشحنة الداخلة إلى الخلية إزالة الاستقطاب وجهد الفعل القلبي المميز. يتسبب إزالة الاستقطاب في عضلة القلب، مثل ما يحدث في العضلة الهيكلية، في فتح قنوات الكالسيوم جهدية البوابة، وإطلاق الكالسيوم من الأنيبيبات المُستعرضة. يسبب تدفق الكالسيوم في المزيد من إطلاق الكالسيوم من الشبكة الإندوبلازمية العضلية، ويتسبب الكالسيوم الحر في انقباض العضلة. بعد التعطل، يُعاد فتح قنوات البوتاسيوم، ويؤدي تدفق البوتاسيوم خارج الخلية إلى عودة الاستقطاب إلى حالة الراحة.
ثمة اختلافات فسيولوجية مهمة بين الخلايا العقدية والخلايا البطينية. تنشأ الخصائص الفريدة للعقدة الجيبية الأذينية من الاختلافات المحددة في قنوات الأيونات وآلية الاستقطاب، ويتمثل الأكثر أهمية منها في إزالة الاستقطاب التلقائية الضرورية لنشاط الناظمة الذي تقوم به العقدة الجيبية الأذينية.

### متطلبات الضخ الفعال
من أجل الوصول بفعالية الانقباض ورفع النتاج القلبي للدرجة القصوى، ينطوي نظام التوصيل الكهربائي للقلب على:
- تعطيل أذيني وبطيني. سيسمح ذلك للأذينين بتفريغ محتوياتهما بالكامل إلى البطينين؛ الانقباض المتزامن للبطينين مع الأذينين سيتسبب في خفض كفاءة المليء وارتجاع الدم. سيصبح الأذينان معزولين كهربيًا عن البطينين، لا يتصلان إلا من خلال العقدة الأذينية البطينية، التي تعطل الإشارة الكهربية مؤقتًا.
- الانقباض المتناسق للبطينين. يجب أن يصل البطينان بالضغط الانقباضي للدرجة القصوى لدفع الدم إلى الدورة الدموية، لذلك يجب أن تعمل كل الخلايا البطينية معًا.
  - يبدأ انقباض البطين عند قمة القلب، فترتفع القمة للأعلى لدفع الدم في الشرايين الضخمة. تزداد فعالية الانقباض الذي يعتصر الدم تجاه المخرج عن العصر البسيط من كافة الاتجاهات. تنشأ الإشارة المحفزة للبطين من العقدة الأذينية البطينية في الجدار الفاصل بين الأذينين والبطينين، وتنقل حزمة هس الإشارة إلى القمة.
  - تنتقل إشارة إزالة الاستقطاب خلال عضلة القلب بسرعة. يتزامن انقباض خلايا البطينين تقريبًا.
  - لا يستدام جهد الفعل القلبي عادة. يمنع ذلك الارتخاء قبل الأوان، ويحافظ على الانقباض المبدئي حتى يُتاح الوقت لكامل عضلة القلب لإزالة الاستقطاب والانقباض.
- غياب التكزز. تسترخي عضلة القلب بعد الانقباض لتمتلأ مرة أخرى. ستكون الانقباضات المستدامة للقلب دون ارتخاء قاتلة، ويمكن منع ذلك عبر التعطيل المؤقت لبعض قنوات الأيونات.

## تخطيط كهربائية القلب
يمثل التخطيط الكهربائي للقلب سجلًا كهربيًا لنشاط القلب.

### العقدة الجيبية الأذينية: الموجة (P)
ينشأ النشاط الكهربي للقلب في الظروف الطبيعية تلقائيًا من العقدة الجيبية الأذينية، ناظمة القلب. تنتقل تلك الإشارة الكهربية خلال الأذين الأيمن، وعبر حزمة باكمان إلى الأذين الأيسر، لتثير العضلة القلبية المكونة للأذينين للانقباض. نرى توصيل الإشارات الكهربية عبر الأذينين على التخطيط الكهربائي للقلب في صورة الموجة (P).
وبينما ينتقل النشاط الكهربي خلال الأذينين، ينتقل عبر مسارات متخصصة، تُعرف باسم السُبل بين العقدية، من العقدة الجيبية الأذينية إلى العقدة الأذينية البطينية.

### العقدة الأذينية البطينية والحزم: الفترة بين الموجتين P-R
تعمل العقدة الأذينية البطينية على تعطيل الإشارة الكهربية، ذلك التعطيل الضروري لنظام التوصيل. دون هذا التعطيل، سينقبض الأذينين والبطينين في نفس الوقت، ولن يتدفق الدم بصورة فعالة من الأذينين إلى البطينين. يمثل التعطيل في العقدة الأذينية البطينية أغلب الفترة بين الموجتين P-R على التخطيط الكهربائي للقلب، والجزء الآخر يمثل عودة الاستقطاب في الأذينين.
يُعرف الجزء الأقصى من العقدة الأذينية البطينية باسم حزمة هس. تنقسم حزمة هس إلى فرعين في الحاجز بين البطينين: الفرع الأيسر والفرع الأيمن. ينشط الفرع الأيسر البطين الأيسر، بينما ينشط الفرع الأيمن البطين الأيمن.
الفرع الأيسر قصير، وينقسم إلى الحزمة اليسرى الأمامية والحزمة اليسرى الخلفية. الحزمة اليسرى الخلفية قصيرة نسبيًا وعريضة، ومزدوجة الإمداد الدموي، ما يجعلها مقاومة لنقص التروية الدموية. تنقل الحزمة اليسرى الخلفية الإشارات إلى العضلة الحليمية، وتؤدي إلى إغلاق الصمام التاجي. وبما أن الحزمة اليسرى الخلفية أقصر وأعرض عن اليمنى، تصل الإشارات إلى العضلات الحليمية قبل إزالة الاستقطاب مباشرةً، وبالتالي قبل انقباض عضلة القلب البطينية اليسرى مباشرةً. يسمح ذلك بشد مسبق للحبال الوترية القلبية، ويزيد من مقاومتها لتدفق الدم عبر الصمام التاجي في أثناء انقباض البطين الأيسر. تعمل تلك الآلية بنفس الطريقة التي تعمل بها آلية الشد المسبق لأحزمة السيارات.